# Mohamed Nagy
Mohamed Nagy Gedo (ur. 30 października 1983) – egipski piłkarz występujący na pozycji pomocnika lub napastnika w drużynie El Mokawloon SC.

## Kariera

### Klub
Karierę klubową rozpoczął w 2005 roku w El-Ittihad El-Iskandary, z którym związany był do 2010 roku. W 2008 roku podpisał nową umowę, która związała go z jego pracodawcą do 2012 roku. Latem 2010 przeszedł do Al-Ahly Kair. W styczniu 2013 roku został wypożyczony do Hull City. Przed sezonem 2013/14 ponownie został wypożyczony do Hull. W styczniu 2014 roku zdecydowano się zakończyć wypożyczenie. W 2015 przeszedł do El-Entag El-Harby SC. W 2016 przeszedł do El Mokawloon SC.

### Reprezentacja
W reprezentacji Gedo zadebiutował na kilkanaście dni przed rozpoczęciem Pucharu Narodów Afryki 2010. 29 grudnia 2009 roku po raz pierwszy wystąpił w międzypaństwowym meczu przeciwko Malawi, a już 4 stycznia 2010 r. w Dubaju zaliczył pierwsze trafienie dla Egiptu w meczu przeciwko Mali. Dostał dość zaskakujące powołanie na turniej w Angoli, a tam już w pierwszym meczu po wejściu z ławki trafił do siatki Nigerii ustalając wynik meczu na 3–1.
Wraz z reprezentacją wygrał Pucharu Narodów Afryki w 2010 roku w Angoli zdobywając jednocześnie trofeum indywidualne dla najskuteczniejszego strzelca mistrzostw (5 goli, w tym zwycięski w finałowym meczu z Ghaną zakończony wynikiem 1:0).